# Pavel Vašák
Pavel Vašák (10. února 1941 Skorkov – 7. února 2011 Dolní Nezly) byl český literární teoretik, textolog a editor děl Karla Hynka Máchy. Přednášel na Pedagogické fakultě Univerzity Karlovy a v letech 2001–2005 byl jejím děkanem.

## Život
Maturoval v roce 1957 na jedenáctiletce v Havlíčkově Brodě. Poté vystudoval matematiku a matematickou statistiku na Matematicko-fyzikální fakultě Univerzity Karlovy v Praze. Absolvoval roku 1963. Již na fakultě se zaměřil na matematickou lingvistiku. Po škole a vojně krátce pracoval ve Státním výzkumném ústavu pro komplexní mechanizaci a automatizaci průmyslu skla a jemné keramiky, načež se stal vědeckým pracovníkem v Ústavu pro jazyk český Československé akademie věd, kde nastoupil do oddělení matematické lingvistiky. V letech 1968–1969 byl na vědecké stáži na Štrasburské univerzitě ve Francii. Po návratu byl přijat do Ústavu pro českou literaturu Československé akademie věd. V roce 1976 získal titul kandidát věd. V roce 1979 si udělal doktorát. V letech 1993–1995 byl hostujícím profesorem českého jazyka a české literatury na Univerzitě Paříž IV. V roce 1995 se stal docentem na Univerzitě Palackého v Olomouci. Ve stejném roce začal učit na katedře české literatury Pedagogické fakulty Univerzity Karlovy, kde se stal proděkanem a později děkanem. V roce 2005 odešel do důchodu.

## Publikace
- Šifrovaný deník Karla Hynka Máchy. 2., rozš. vyd. Praha: Akropolis, 2009. 145 s. ISBN 978-80-7304-108-3.
- Literární pouť Karla Hynka Máchy: ohlas Máchova díla v letech 1836–1858. 2. vyd. Praha: Academia, 2004. 395 s. ISBN 80-200-1249-4. (s Rudolfem Havlem, ed.)
- Česká pouť Karla Hynka Máchy. Praha: Karolinum, 1999. 247 s. ISBN 80-7184-706-2.
- Textologie – teorie a ediční praxe. Praha: Karolinum, 1993. 235 s. ISBN 80-7066-638-2. (s Petrem Čornejem, Jaroslavem Kolárem et al.)
- Autor, text a společnost. Praha: Academia, 1986. 219 s.
- Matematika, exaktnost a literatura. Praha: Československý spisovatel, 1986. 101 s.
- Literární pouť Karla Hynka Máchy: ohlas Máchova díla v letech 1836–1858. Praha: Odeon, 1981. 395 s. Paměti, korespondence, dokumenty, sv. 65.
- Metody určování autorství. Praha: Academia, 1980. 233 s.